# ハートに火をつけて (ZARDの曲)
「ハートに火をつけて」（ハートにひをつけて）は、ZARDの42作目のシングル。

## 背景
翌2007年に坂井泉水が死去したため、生前最後のシングルとなった。初回限定盤(JBCJ-6008)はデジパック仕様で、表題曲のピアノによるインストアレンジが収録されている。また、ディスクの色が異なっているなどの違いがある。(通常版はJBCJ-6009)
表題曲は、TBS系愛の劇場『すてきにコモン!』の主題歌に起用され、ZARDにとって最初で最後の昼ドラタイアップである。

## 制作、音楽性

### ハートに火をつけて
歌詞は結婚をテーマとしているが、タイアップ先のドラマが結婚をテーマとしていたわけではない。坂井曰く、本曲のキーワードについて「いつも今が最高だと思いたい！」「後悔しないように」と語っている。また、当時のインタビューでは「『ハートに火をつけて』とは、どういう心境の時に出てくる言葉なのかなと、自分なりに考えてみたんです。はじめ私はこの言葉をポップで明るいと解釈していたのですが、そう単純なものではなくて。勇気を奮い立たせる時に出てくる言葉、“哀願”に近いのかな…と思うんです」とも語っている。
イントロの雨音は坂井泉水のアイデアで坂井自身がサンプリングしたものである。アレンジに関しては、超大作なイメージで進めてみたい、ドラムの音色・グルーヴをもっと新しい感じにしてみたい、と坂井から提案があった。

### 君へのブルース
1995年に発表した「眠り」以来11年ぶりの坂井泉水作曲。ブルースハープの音が始まり、エフェクトのかかったボイスからはじまる。長戸大幸から「ブルースで」との指示があり、先に葉山にアレンジをしてもらってからのレコーディングとなった。コーラスは石黒洋子。

### ハートに火をつけて 〜ピアノ・インストゥルメンタル・バージョン〜
DIMENSIONの小野塚晃によるピアノのインストゥルメンタル。初回限定盤のみ収録されている。
歌詞カードと実際の歌唱が微妙に異なっており、「ブルース」が「ブルーズ」と歌われていたり、「埋もれていたい」が「埋もれたい」と歌われている。

## ミュージック・ビデオ
2006年4月9日に撮影が行われ、坂井のウエディングドレスを着たいという要望を受けて、恵比寿のフレンチレストラン『恵比寿ロビンズクラブ』において撮影が日中に行われた。撮影終了直後の晩、坂井は腹部の激痛による体調の急変で救急搬送されている。
ミュージック・ビデオの中では、僅かであるがチャペルで白いドレスを身につけた坂井の動画が盛り込まれており、坂井泉水にとって、事実上それが生前最後の映像となった。2020年現在、この撮影に関する状況の更なる詳細や、ミュージック・ビデオに使われなかった部分の生前最後の映像の有無について公にされていない。

## 記録
このシングルで女性ヴォーカルアーティスト シングルTOP10入り通算40作品となった。

## 収録曲

### 初回限定盤
1. ハートに火をつけて[5]
作詞：坂井泉水
作曲：大野愛果
編曲：葉山たけし
2. 君へのブルース
作詞・作曲：坂井泉水
編曲：葉山たけし
3. ハートに火をつけて 〜ピアノ・インストゥルメンタル・バージョン〜
作曲：坂井泉水
編曲：小野塚晃
4. ハートに火をつけて（Instrumental）

### 通常盤
1. ハートに火をつけて
2. 君へのブルース
3. ハートに火をつけて（Instrumental）

## 収録アルバム
- Golden Best 〜15th Anniversary〜（#1）
- ZARD Single Collection 〜20TH ANNIVERSARY〜（#1,2）